# Karel van Mander (II)

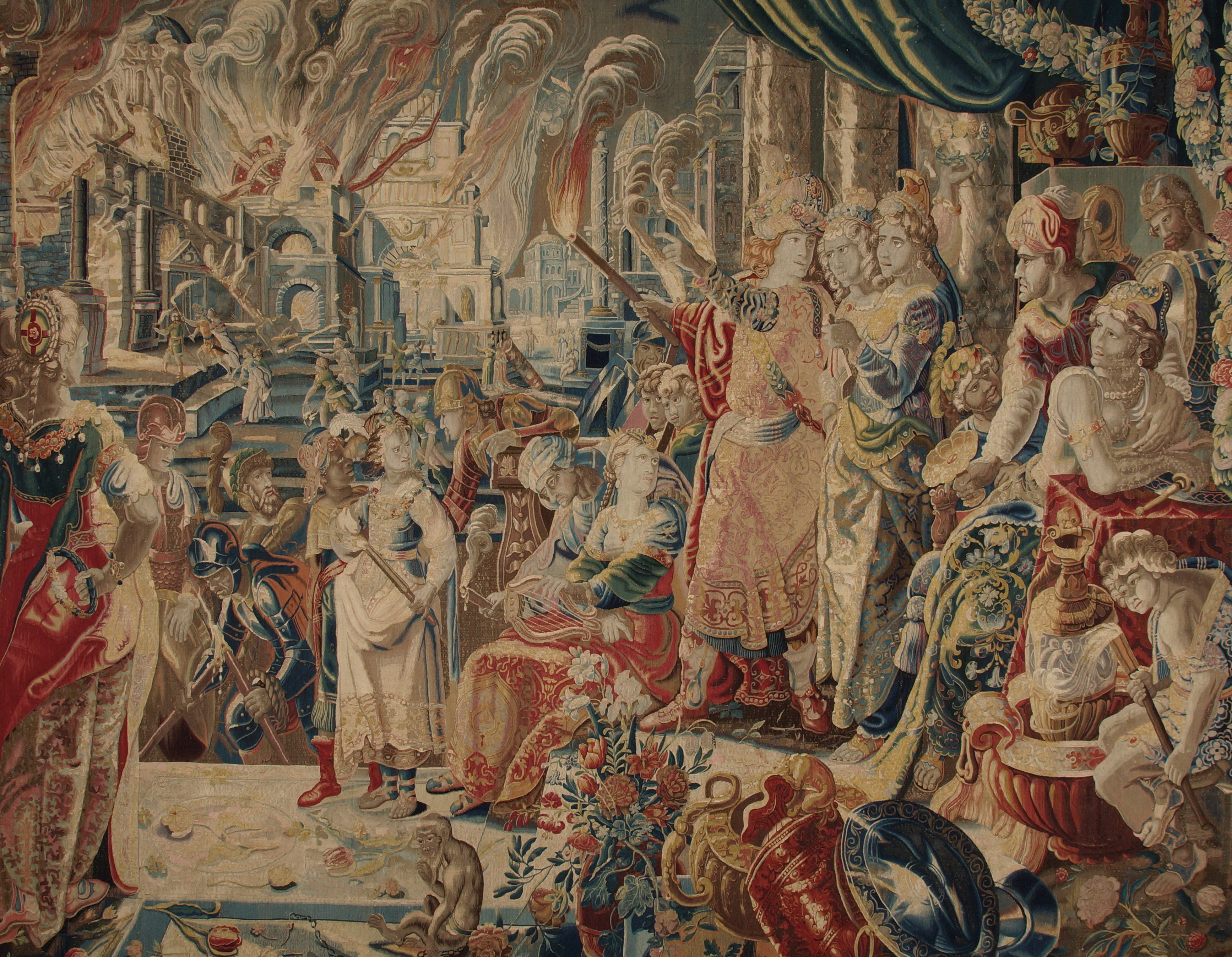
De geschiedenis van Alexander de Grote: Brand van Persepolis, door Karel van Mander (1619)

Karel van Mander (II) (Kortrijk, ca. 1579 - Delft, 21 februari 1623) was een schilder, tekenaar, ontwerper van wandtapijten en hofkunstenaar.  Hij was de oudste zoon van Karel van Mander en leerde het vak bij hem.
Van Mander was een goede tekenaar en blonk uit in de compositie van historische onderwerpen. Hij was sinds 1613 lid van het Delftse Sint-Lucasgilde. Van Mander werkte vanaf 1606 voor de wandtapijtfabriek van François Spierincx in Delft, maar met een investering van geldschieter Nicolaas Snouckaert van Schauburg vestigde hij zich in 1615 als onafhankelijk tapijtwever. Door hogere lonen te betalen, lokte hij werknemers bij Spierincx weg. Toen koning Christiaan IV van Denemarken het kasteel Frederiksburg wilde voltooien, ontbood hij Spierincx voor de vervaardiging van tapijten met een presentatie van de hoogtepunten uit zijn regeringsperiode, met de nadruk op de militaire triomfen tijdens de Kalmaroorlog. Waarom het werk van Spierincx niet voldeed is onbekend; in ieder geval kreeg Karel van Mander de opdracht om 26 tapijten te vervaardigen. Van Mander leidde een chaotisch en tumultueus leven, gekenmerkt door financiële problemen, juridische conflicten en persoonlijke onrust. Hij was slordig, liet werkmateriaal verwaarlozen en leefde ongeregeld. Snouckaert wilde geld zien, maar Van Mander kon niet betalen. Snouckaert nam Van Mander de weverij af en plaatste zijn zwager, de zijdewever Maarten van Bocholt, aan het roer. Van Mander mocht vanaf dat moment alleen nog patronen maken en leverde bijna geen nieuw werk meer. Snouckaert ging samenwerken met de zoon van François Spierincx, en na de dood van Van Mander in 1623 werd het bedrijf samengevoegd met dat van Spierincx.
Van Mander trouwde in 1608 met Cornelia Jansz. Rooswijck. Zij vertrok na de dood van Van Mander met haar gezin en haar broer naar Denemarken.
Zijn zoon Karel van Mander (III) was een leerling van hem.